# Северное дерби (Германия)
Северное дерби — противостояние главных северных футбольных клубов Германии — «Гамбург» и «Вердер».
«Гамбург» является обладателем 15 титулов, среди которых есть: шесть чемпионатов Германии, три кубка Германии, два кубка немецкой лиги, один кубок Лига чемпионов УЕФА, один кубок обладателей кубков УЕФА и два кубка Интертото УЕФА. «Вердер» является обладателем 16 титулов, среди которых есть: четыре чемпионата Германии, шесть кубков Германии, один кубов немецкой лиги, три суперкубка Германии, один кубок обладателей кубков УЕФА.
Сутью этого дерби также является тот факт, что города в которых базируются оба клуба расположены рядом: это Гамбург и Бремен, что очень напоминает «Ронское дерби», в котором соперничают клубы «Олимпик» и «Сент-Этьен», которые базируются в соседних городах, таких как Лион и Сент-Этьен.

## История
Впервые игра была оспорена[уточнить] в 1927 году, когда «Гамбург» записал победу[уточнить] со счетом 4:1. Со времени основания Бундеслиги в 1963 году матч проводился дважды в каждом сезоне, за исключением 1980-81 годов, поскольку «Вердер» был понижен до второй Бундеслиги в предыдущем сезоне. На сегодняшний день[уточнить] 152 игры были оспорены[уточнить] с «Вердером» с небольшим отрывом в 57 побед против «Гамбурга» 53. 42 игры завершились вничью.
Пик соперничества пришелся на 2009 год, когда они встретились четыре раза за 18 дней. Два из четырёх матчей прошли в еврокубках на полуфинальном этапе последней в истории редакции[уточнить] Кубка УЕФА. После поражения 1-0 дома в первом матче «Вердер» выиграл 3-2 в Гамбурге, чтобы продвинуться к финалу на выездных голах.[уточнить]